# Далевиц
Далевиц или Халевиц (нем. Dahlewitz) — небольшой посёлок в земле Бранденбург, Германия.
Население Далевица составляет 2114 человек.

## География
Далевиц находится в Бланкенфельде-Малов, Бранденбург. Поселение находится в 22 км от Берлина.
Рядом с Далевицом есть торговый центр и кафе. В 8 км располагается аэропорт Берлин-Шёнефельд.

## История
Посёлок был основан в 13-м веке.
В 2017 году в Далевице компания Rolls-Royce объявило о начале завода по производству авиационных двигателей Trent XWB.

## Климат
| Показатель                             | Янв. | Фев. | Март | Апр. | Май  | Июнь | Июль | Авг. | Сен. | Окт. | Нояб. | Дек. |
| -------------------------------------- | ---- | ---- | ---- | ---- | ---- | ---- | ---- | ---- | ---- | ---- | ----- | ---- |
| Средний суточный максимум, °C          | 1,7  | 3,2  | 7,9  | 13,7 | 19,2 | 22,5 | 24   | 23,5 | 19,5 | 13,6 | 7,1   | 3,2  |
| Средняя температура, °C                | −0,8 | 0,2  | 3,9  | 8,8  | 13,6 | 17   | 18,7 | 18,2 | 14,5 | 10,5 | 4,5   | 1    |
| Средний суточный минимум, °C           | −3,3 | −2,7 | 0    | 3,9  | 8,1  | 11,5 | 13,4 | 12,9 | 9,6  | 7,4  | 2     | −1,2 |
| Норма осадков, мм                      | 41   | 31   | 36   | 40   | 52   | 68   | 55   | 58   | 43   | 35   | 42    | 49   |
| Источник: климатические данные городов |      |      |      |      |      |      |      |      |      |      |       |      |